# Portes de Paris
De portes de Paris zijn de verkeersknooppunten aan de Boulevard Périphérique in Parijs.

## Noordoosten

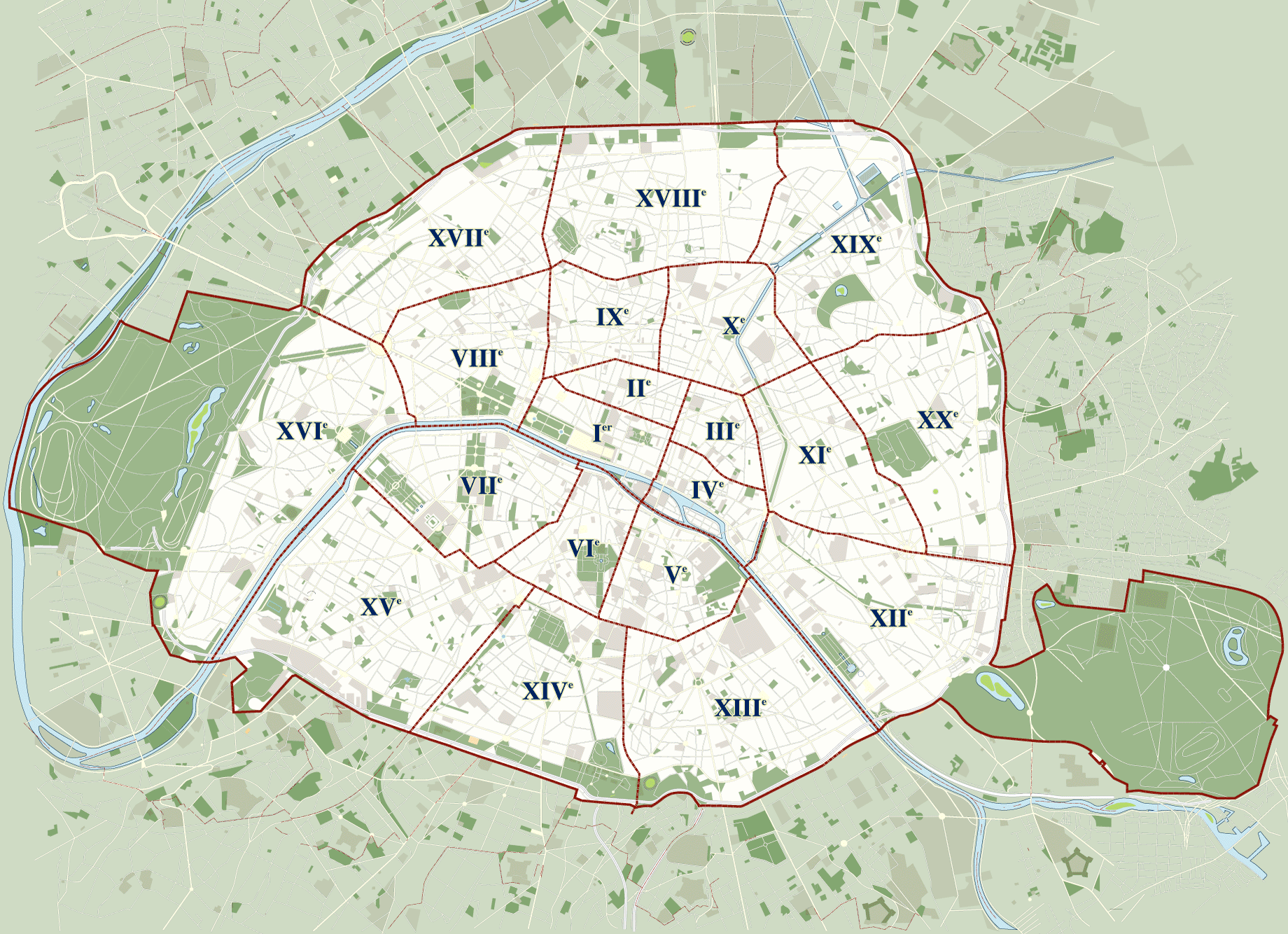
Arrondissementen

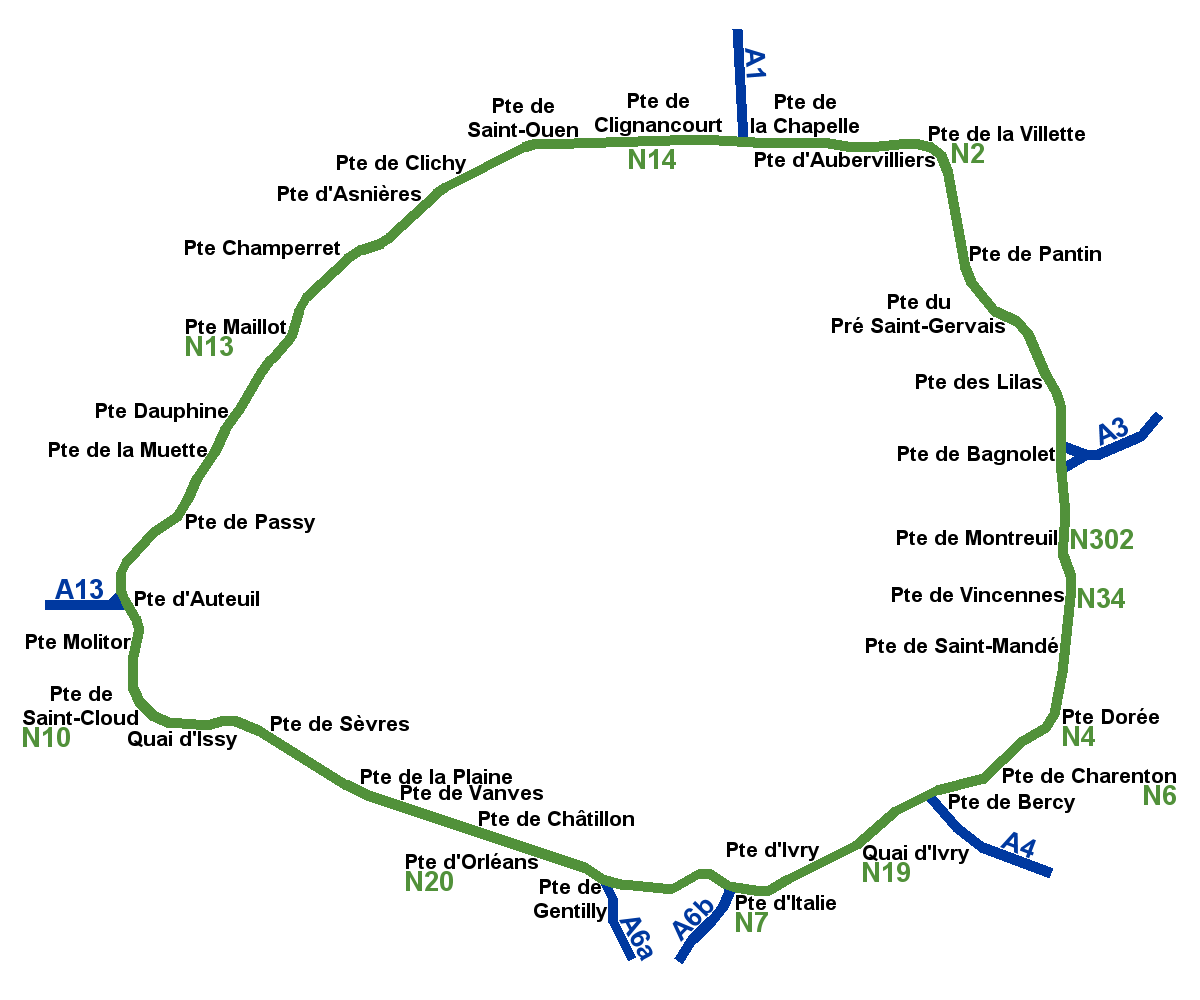
Kaart van de Boulevard Périphérique met de toegangswegen en Portes de Paris

### 18e arrondissement
- Porte de la Chapelle (A1, N1)

### 19e arrondissement
- Porte d'Aubervilliers (N301)
- Porte de la Villette (N2)
- Porte de Pantin (N3)
- Porte Chaumont
- Porte Brunet
- Porte du Pré-Saint-Gervais
- Porte des Lilas

## Oosten

### 20e arrondissement
- Porte des Lilas
- Porte de Ménilmontant
- Porte de Bagnolet (A3)
- Porte de Montreuil (N302)

### 12e arrondissement
- Porte de Vincennes (N34)
- Porte Jaune
- Porte de Saint-Mandé
- Porte de Montempoivre
- Porte Dorée ou de Picpus
- Porte de Reuilly
- Porte de Charenton (N6)
- Porte de Bercy (A4, N19)

## Zuiden

### 13e arrondissement
- Porte de la Gare
- Porte de Vitry
- Porte d'Ivry
- Porte de Choisy (N305)
- Porte d'Italie (N7)
- Poterne des Peupliers

### 14e arrondissement
- Porte de Gentilly
- Porte d'Arcueil
- Porte d'Orléans (N20)
- Porte de Montrouge
- Porte de Châtillon
- Porte Didot
- Porte de Vanves

### 15e arrondissement
- Porte Brancion
- Porte de Plaisance
- Porte de la Plaine
- Porte de Versailles
- Porte d'Issy
- Porte de Sèvres

## Westen

### 16e arrondissement
- Porte du Point-du-Jour
- Porte de Saint-Cloud (N10)
- Porte Molitor
- Porte de Boulogne
- Porte de l'Hippodrome
- Porte d'Auteuil (A13)
- Porte de Passy
- Porte de la Muette
- Porte Dauphine
- Porte de la Seine
- Porte de Madrid
- Porte Saint-James
- Porte de Neuilly
- Porte des Sablons

## Noordwesten

### 17e arrondissement
- Porte Maillot (N13)
- Porte des Ternes
- Porte de Villiers
- Porte de Champerret
- Porte de Courcelles
- Porte d'Asnières
- Porte de Clichy
- Porte Pouchet

### 18e arrondissement
- Porte de Saint-Ouen
- Porte de Montmartre
- Porte de Clignancourt (N14)
- Porte des Poissonniers

## Voormalige poorten van Parijs
- Porte Saint-Denis
- Porte Saint-Martin